# 恰爾舍巴舍
恰爾舍巴舍是土耳其的城鎮，位於該國東北部，由特拉布宗省負責管轄，面積67平方公里，農產品有玉米、堅果、馬鈴薯、豆類、茶葉和穀物，2011年人口7,295。

## 外部連結
- District governor's official website （页面存档备份，存于） （土耳其文）

41°05′N 39°23′E / 41.083°N 39.383°E